# Jean Jansen
Jean Joseph Jansen (geboren am 24. Juni 1825 in Köln; hingerichtet am 20. Oktober 1849 in der Festung Rastatt) war ein deutscher Geometer und Revolutionär 1848/49.

## Leben
Jean Jansen besuchte das Kölner Jesuitengymnasium bis zur Sekunda. Auf Grund finanzieller Probleme erlernte der den Beruf eines Geometers und war als bei der Regierung in Köln als Katastergehilfe angestellt. Er gehörte mit dem Barbier Egelbert Bedorf und mit dem Arzt Andreas Gottschalk vor 1848 zu den Begründern der Kölner Gemeinde des Bundes der Kommunisten.
In der Märzrevolution in Köln engagierte er sich in der entstehenden demokratischen Bewegung. Am 3. März 1848 nahm er an der Massenversammlung, die vor dem Kölner Rathaus politische Reformen wie das allgemeine Wahlrecht, Presse- und Versammlungsfreiheit aber auch den Schutz der Arbeit forderte. Am 13. April 1848 wurde Jansen als stellvertretender Vorsitzender des Kölner Arbeitervereins gewählt. Er war Mitglied der Demokratischen Gesellschaft und des rheinischen Kreisausschusses der Demokraten.
Am Morgen des 3. Juli 1848 wurden Andreas Gottschalk, Fritz Anneke und Christian Joseph Esser verhaftet. Noch am selben Tag forderte Jansen mit einem „Maueranschlag“ die Arbeiter zur Ruhe auf. Jansen und der Arbeiterverein protestierten vor dem Kölner Rathaus. Am nächsten Tag sollte er verhaftet werden. Jansen floh nach Straßburg. Daraufhin wurde er steckbrieflich  auf Grund des preußischen Strafgesetzbuches wegen der § 87 „Widerstand gegen die Staatsgewalt“, § 91 gemeinschaftliche Widerstand und § 102 durch Wort und Schrift zum Widerstand auffordert zu haben, gesucht.
Am 6. Juli wurde Joseph Moll zum neuen Präsidenten des Arbeitervereins gewählt. In Straßburg beteiligte sich Jansen gemeinsam mit Karl Blind u. a. wandte er sich gegen Mitglieder der Nationalversammlung, die Lorenz Peter Brentano zu einem Duell zwingen wollten. Gemeinsam mit anderen warb er für die finanzielle Unterstützung der republikanischen deutschen Flüchtlingen in Frankreich und der Schweiz. Im Oktober 1848 wurde er gemeinsam mit seinem Freund August Willich nach Besançon verwiesen. Jansen wurde Hauptmann im Corps von Willich.
Während der Badischen Revolution im Mai/Juni 1849 beteiligte sich Jansen am 21. Juni 1849 am Gefecht bei Waghäusel. Kurz danach wurde er gemeinsam mit Karl Bernigau, dessen Adjutant er war, von preußischen Soldaten gefangen genommen, misshandelt und nach Heidelberg verschleppt. Am 31. Juli 1849 wurde er auf die Festung Rastatt gebracht. Am 24. August verurteilte ihn das preußische Kriegsgericht zum Tode. Der preußische König Friedrich Wilhelm IV. lehnte eine Begnadigung ab. Am 20. Oktober 1849 wurden Karl Bernigau, Jean Jansen und Friedrich Wilhelm Schrader erschossen.
1850 warfen Karl Marx und Friedrich Engels in dem Artikel „Gottfried Kinkel“ in der Neuen Rheinischen Zeitung. Politisch-ökonomische Revue Kinkel vor: „eine direkte Denunziation gegen die gefangenen ehemaligen preußischen Soldaten, gegen Jansen und Bernigau, die bald darauf erschossen wurden, war es nicht eine vollständige Anerkennung des Todesurtheils gegen den schon erschossenen Dortu?“
1852 wurde im Kölner Kommunistenprozess dem Angeklagten Wilhelm Joseph Reiff vorgeworfen, dass bei einer Hausdurchsuchung ein Brief von Jansen an ihn gefunden wurde.

## Veröffentlichungen
- Arbeiter! […] Im Namen des Arbeitervereins zu Köln: Vorsitzender und Stellvertreter. In: Zeitung des Arbeiter-Vereines zu Köln. Nr. 1 vom 23. April 1848, S . 1.
- An den Bildungsverein für Arbeiter zu London. In: Zeitung des Arbeiter-Vereines zu Köln. Nr. 9 vom 18. Juni 1848.
- Mitglieder des Arbeiter-Vereins! Bürger! In: Neue Rheinische Zeitung. Nr. 35 vom 5. Juli 1848, S. 2, Spalte 1.[15]
- Karl Blind, Albert, Roman Schweizer, Eduard Miller, Popp, Chr. Bauer, Jansen: Anzeige an diejenigen Parlamentsmitglieder, welche sich mit Republikanern duelliren wollen. Straßburg, 10. August 1848. In: Neue Rheinische Zeitung. Beilage zu Nr. 79 vom 18. August 1848, S. 2, Spalte 1.
- Jansen, J. Albert, Heinkelmann, O. Dietz, Ph. Betz: Aufruf an alle freisinnigen Deutschen. Straßburg, am 22. August 1848. In: Neue Rheinische Zeitung. Beilage zu Nr. 93 vom 3. September 1848, S. 2, Spalte 2.